# Зелов (Пољска)
Зелов (Пољска) (пољ. Zelów) град је у Пољској у Војводству лођском. По подацима из 2012. године број становника у месту је био 7830.

## Становништво
| 2012. |
| ----- |
| 7.830 |

## Партнерски градови
- Нојенхаус